# Jane Seymour (1541-1561)
Jane Seymour (circa 1541 - 19 maart 1561) was een Engelse edelvrouw.

## Levensloop
Lady Jane Seymour was een dochter van Edward Seymour, hertog van Somerset en van 1547 tot 1549 lord protector tijdens het bewind van koning Eduard VI van Engeland. Ze werd vermoedelijk vernoemd naar haar tante Jane Seymour, de derde echtgenote van koning Hendrik VIII van Engeland, en was hofdame van koninginnen Maria I en Elizabeth I van Engeland.
Jane en haar zussen Anne en Margaret waren invloedrijke schrijfsters in het Engeland van de 16e eeuw. De drie zussen werkten meestal samen en hun bekendste werk is een bundel van 103 Latijnse disticha, Hecatodistichon, dat in 1550 werd gepubliceerd.
In 1560 was Jane Seymour de enige getuige van het geheime huwelijk van haar broer Edward Seymour met lady Catherine Grey, een potentiële erfgename van koningin Elizabeth I. In maart 1561 overleed ze op 20-jarige leeftijd, waarschijnlijk aan tuberculose. 
- Bibliothèque nationale de France: cb120071999 (data)
- International Standard Name Identifier: 0000 0000 0084 5178
- Library of Congress Control Number: n99264513
- Nationale Bibliotheek van Israël: 987007432269505171
- Système universitaire de documentation: 136876978
- Virtual International Authority File: 32006795
- WorldCat: E39PBJk8VxTpmTkfwwkMKvkRrq